# Ruche à robinet
Pour les articles homonymes, voir ruche (homonymie) et robinet.
La ruche à robinet ou FlowTM, brevetée en décembre 2014, est un nouveau type de ruche utilisé en apiculture. À l'intérieur de la ruche à robinet, les cadres contenant les alvéoles ne sont pas amovibles contrairement aux autres types de ruche moderne. Un mécanisme force plutôt l’ouverture des alvéoles ce qui permet l’écoulement du miel grâce à la force gravitationnelle. Le miel s’écoule dans le fond de la ruche où il traverse ensuite un tuyau pour être récolté dans un bocal. Les principaux avantages des ruches à robinet sont qu’elles ne nécessitent pas d’interventions humaines à l’intérieur de la ruche lors de la récolte ce qui limite le stress imposé aux abeilles et allège la charge des apiculteurs.

## Histoire
Au milieu des années 2000, les apiculteurs Stuart et Cedar Anderson ont imaginé une ruche où une matrice d’alvéoles artificiels pourrait changer de forme lors de la récolte pour permettre l’écoulement du miel et ainsi faciliter leur travail et diminuer les dommages causés aux abeilles. Ainsi, ils ont construit plusieurs prototypes au cours de la décennie suivante pour déterminer le mécanisme utilisé par la ruche pour permettre l’écoulement du miel ainsi que pour vérifier la validité de leur projet et préparer une levée de fonds.
Les créateurs lancèrent une ronde de financement participatif sur la plateforme web indiegogo en avril 2015. Le projet a été financé en moins de 5 minutes après la mise en ligne de la campagne de financement. Le 1er mars 2016, le projet continuait d’accepter les fonds et il a recueilli en financement près de 12,5 millions de dollars en devise américaine, ce qui représente près de 180 fois le montant initial demandé de 70 000 $.
La ruche à robinet a été hautement médiatisée durant et après son financement. Plusieurs magazines et journaux populaires tels que Forbes et Fox ont publié des articles traitant du succès de la campagne de financement de la ruche. Des dizaines de médias non professionnels comme des blogues et des sites web personnels ont aussi traité du Flow et il semble que le monde de l’apiculture soit divisé sur les bienfaits que procure cette nouvelle méthode de récolte du miel.

## Design
La ruche à robinet est composée de plusieurs niveaux, pièces et composantes. Le système Flow comprenant des cadres, des tuyaux et un outil peut être utilisé dans une ruche moderne de type Langstroth ou bien avec une 

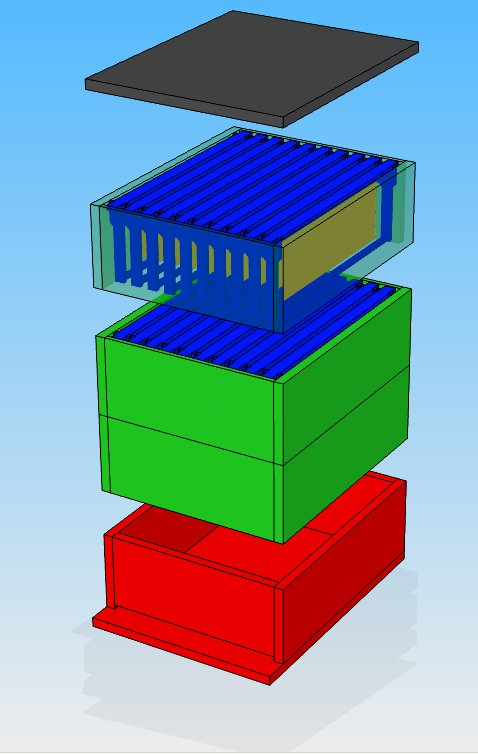
Une ruche de type Langstroth

charpente de ruche fournie par l’entreprise qui produit le Flow.

### La section supérieure
Un toit pouvant être construit à l’aide de divers matériaux sert à protéger la ruche des intempéries et comporte des ouvertures à l’avant permettant à l’apiculteur d’insérer un outil dans les cadres ce qui provoque un changement de conformation des alvéoles. Une fois l’outil en place il doit être tourné à un angle de 90 degrés vers le bas pour laisser s’écouler le miel.
Sous le toit on retrouve une Hausse où sont installés les cadres amovibles et/ou le système Flow. Ce dernier remplace les cadres amovibles traditionnels. C’est un agencement dense de cadres en polypropylène inséré verticalement supportant au total plusieurs milliers d’alvéoles amovibles. Les alvéoles sont composés de deux pièces leur permettant de se positionner de deux façons différentes. D’abord, la position fermée permet aux abeilles de préparer les alvéoles en utilisant une petite quantité de cire pour pouvoir emmagasiner le miel. La position ouverte permet l’ouverture des alvéoles ce qui provoque l’écoulement du miel emmagasiné vers le bas de la ruche. Dans la partie inférieure du Flow se trouve un trou où l’apiculteur peut insérer un tube pour récolter le miel.

### La section inférieure
Sous la hausse on retrouve le corps de la ruche. Le corps d’une ruche à robinet est exactement le même que sur une ruche moderne classique. On y retrouve les appartements privés des abeilles où elle entrepose suffisamment de nourriture pour une année entière. Tout au fond de la ruche on retrouve une boîte remplie d’alvéoles fabriquée en cire par les ouvrières puis utilisée par la reine lors de la ponte des œufs et du développement des larves. On retrouve finalement un plancher et une planche d’envol pour laisser entrer et sortir les abeilles. Facultativement, on peut aussi retrouver un grillage à la sortie de la ruche qui empêche l’entrée des frelons et des autres organismes nuisibles. Le grillage peut aussi servir à se débarrasser des parasites tel le Varroa destructor lors de la toilette des abeilles.

## Avantage

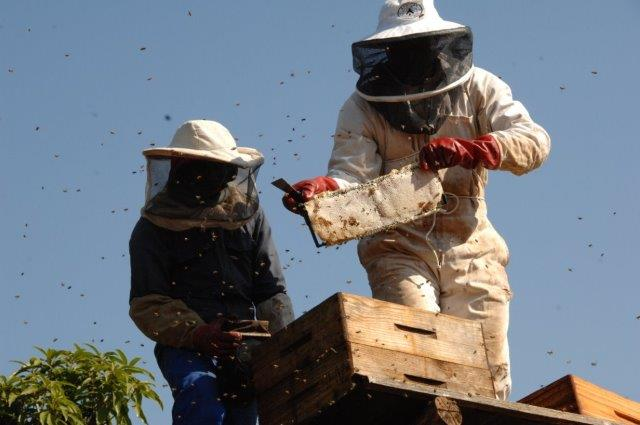
La récolte du miel de façon classique demande beaucoup de travail

Le premier avantage de la ruche à robinet est la facilité à extraire le miel de la ruche. Dans les ruches modernes conventionnelles, la récolte se fait en plusieurs étapes. D’abord, l’apiculteur doit mettre une combinaison pour se protéger des abeilles de la ruche. Il doit ensuite calmer les abeilles en installant un fumoir sous la ruche pour mettre les abeilles sous sédatif. L’apiculteur peut alors enlever le toit de la ruche et retirer les cadres contenant les alvéoles et le miel. Les cadres sont alors transportés dans un laboratoire puis on doit retirer avec un couteau les bouchons de cire recouvrant les alvéoles pour accéder au miel. Les cadres sont ensuite installés dans une centrifugeuse qui va extraire le miel des alvéoles. L'apiculteur doit finalement filtrer le miel des résidus de cire et d’abeille puis nettoyer les cadres et les remettre dans la ruche. Le procédé de la ruche à robinet est beaucoup plus simple. Il requiert peu d’étapes, ne nécessite pas de retirer les cadres de la ruche et évite le besoin de se procurer un extracteur pour le miel qui peut être très dispendieux.
Le deuxième avantage principal est la réduction du stress imposé aux abeilles lors de la récolte. Avec la ruche à robinet, il n’est pas nécessaire d’enfumer les abeilles ni de déranger leur activité à l’intérieur de la ruche autre que celle de l’entreposage du miel. Aussi, lorsqu'un apiculteur retire les cadres d’une ruche, il y a souvent quelques abeilles qui se retrouvent écrasées entre deux cadres ce qui provoque la mort d’ouvrières utiles au bon fonctionnement de la ruche. Les créateurs du Flow vantent leur produit en arguant qu’il est une réponse à la crise de l’effondrement des colonies qui s’est accentuée au début des années 2010.[réf. nécessaire]
Le troisième avantage de la ruche est la simplicité du procédé. Avec la ruche à robinet, il n’est pas nécessaire d’être un apiculteur d’expérience pour procéder à la récolte du miel. Il est toutefois recommandé de posséder une certaine expertise pour exercer le travail d’apiculture hors des périodes de récolte.[réf. nécessaire]

## Inconvénients et polémiques
Bien que la ruche à robinet comporte certains avantages, on y retrouve aussi des défauts.
D’abord, le système de récupération passif du miel ne fonctionne pas avec tous les types de miel. Pour assurer un écoulement adéquat du miel hors des alvéoles et dans les tubes, le miel doit posséder une viscosité assez faible. Des apiculteurs amateurs doivent s’informer du type de miel que leur terrain peut produire avant de faire l’acquisition d’une ruche à robinet au risque que cette dernière soit inutilisable.
Ensuite, certains détracteurs du Flow craignent que la composition en plastique des cadres et des alvéoles ne nuise à la santé des abeilles. Bien que d’autres types de cadres puissent aussi être composés de plastique, les d’apiculteurs organiques croient que le bois reste le matériau le plus sain pour les abeilles et la qualité du miel. Dans les ruches traditionnelles, les abeilles modèlent les alvéoles avec de la cire qui possède plusieurs propriétés intéressantes. La cire peut absorber les polluants industriels, pesticides et autres déchets pouvant se retrouver dans le miel. Par contre, le bois peut être un facteur favorisant la présence de parasite et de maladies puisque ceux-ci peuvent s’incruster dans le bois et ainsi ils peuvent plus aisément infecter les abeilles.
Certains groupes d’apiculteur se questionnent sur le besoin d’un financement aussi important pour ce type de ruche. Ils arguent que l’argent aurait été plus utile à financer les centres de recherches sur l’apiculture.
Finalement, ils craignent que plusieurs personnes qui n’étaient pas particulièrement intéressées par l’apiculture se lancent dans l’aventure en utilisant des ruches à robinet en pensant que l’apiculture est un travail facile et sans effort à la portée de n’importe qui. Les apiculteurs professionnels se doivent de bien traiter leurs colonies et leurs ruches pour assurer la survie de leurs abeilles et de la production de miel. Des amateurs se lançant dans l’aventure sans le minimum de connaissance requis pourraient causer des dommages à leurs colonies d’abeilles ou au minimum se désintéresseraient de l’apiculture face à la complexité de la tâche.

## Brevet
Brevet US20140370781 A1 pour la ruche à robinet publié le 18 décembre 2014.

### Publications scientifiques
- Eric Haubruge et al., « Le dépérissement de l'abeille domestique, Apis mellifera L., 1758 (Hymenoptera : Apidae) : faits et causes probables », Notes fauniques de Gembloux, Faculté des sciences agronomiques de Gembloux, vol.  59, no 1, 2006, p.  3-21  (ISSN 0770-2019), lire en ligne
- (en) Renée Johnson, Recent honey bee colony decline, Service de recherche du Congrès, 20 juin 2007 (lire en ligne)